# Prix littéraires 1986
Liste des prix littéraires décernés au cours de l'année 1986 :

## Prix internationaux
- Prix Nobel de littérature : Wole Soyinka (Nigeria)[1]
- Grand prix de littérature du Conseil nordique : Rói Patursson (Îles Féroé) pour Likasum
- Grand prix littéraire d'Afrique noire : ex æquo : Désiré Bolya Baenga (Zaïre) pour Cannibale et Tierno Monénembo (Guinée) pour Les Écailles du ciel.
- Prix du Commonwealth : Niyi Osundare, poète nigérian
- Prix des Mascareignes : Mohamed Toihiri (Comores) pour La république des imberbes[2]
- Neustadt International Prize for Literature : Max Frisch (Suisse)[3]

## Allemagne
- prix Heinrich-Böll : Elfriede Jelinek
- Prix Georg-Büchner :  Friedrich Dürrenmatt
- Prix Friedrich Hölderlin (Bad Homburg) : Elisabeth Borchers

## Belgique
- Prix Victor-Rossel : Jean-Claude Pirotte pour Un été dans la combe

## Canada
- Prix Athanase-David : Jacques Brault
- Prix du Gouverneur général :
  - Catégorie « Romans et nouvelles de langue anglaise » : Alice Munro pour The Progress of Love (Miles City, Montana)
  - Catégorie « Romans et nouvelles de langue française » : Yvon Rivard pour Les silences du corbeau
  - Catégorie « Poésie de langue anglaise » : Al Purdy pour The Collected Poems of Al Purdy
  - Catégorie « Poésie de langue française » : Cécile Cloutier pour L'Écoutée
  - Catégorie « Théâtre de langue anglaise » : Sharon Pollock pour Doc
  - Catégorie « Théâtre de langue française » : Anne Legault pour La Visite des sauvages
  - Catégorie « Études et essais de langue anglaise » : Northrop Frye pour Northrop Frye on Shakespeare (Shakespeare & son théâtre)
  - Catégorie « Études et essais de langue française » : Régine Robin pour Le Réalisme socialiste : une esthétique impossible
- Prix Jean-Hamelin : Francine Ouellette pour Au nom du père et du fils
- Prix Robert-Cliche : Jean-Robert Sansfaçon pour Loft Story

## Chili
- Prix national de littérature : Enrique Campos Menéndez (es) (1914-2007)

## Corée du Sud
- Prix de l'Association des poètes coréens : Gam Tae-jun pour 종로별곡, Kim Cho-Hye pour 사랑굿 et Song Chun-bok pour 바깥 세상에 띄우나니
- Prix de littérature contemporaine (Hyundae Munhak) :
  - Catégorie « Poésie » : Kim Seok-gyu pour 저녁 혹은 패주자의 퇴로
  - Catégorie « Roman » : Lee Dong-ha pour Étude sur la violence
- Prix Kim Soo-young : Kim Yong-taik pour Un jour clair
- Prix Poésie contemporaine : Chyung Jinkyu
- Prix de poésie Sowol : Oh Sae-young pour 그릇 1
- Prix Woltan : Kim Yong-un pour 고향
- Prix Yi Sang : Choi Il-nam pour Vers le nord

## Danemark
- Prix Hans Christian Andersen : Patricia Wrightson (Australie)[4]

## Espagne
- Prix Cervantes : Antonio Buero Vallejo
- Prix Prince des Asturies : Mario Vargas Llosa et Rafael Lapesa
- Prix Nadal : Manuel Vicent, pour Balada de Caín
- Prix Planeta : Terenci Moix, pour No digas que fue un sueño
- Prix national des Lettres espagnoles : Gabriel Celaya
- Prix national de Narration : Alfredo Conde (es), pour Xa vai o griffón no vento — écrit en galicien.
- Prix national de Poésie : non décerné.
- Prix national d'Essai : non décerné.
- Prix national de Littérature infantile et juvénile : Paco Martín (gl), pour Das cousas de Ramón Lamote — écrit en galicien.
- Prix Adonáis de Poésie : Juan María Calles, pour Silencio celeste
- Prix Anagrama : Joaquim Lleixà, pour Cien años de militarismo en España
- Prix de la nouvelle courte Casino Mieres : Luis Fernández Roces, pour Diálogo del Éxodo
- Prix d'honneur des lettres catalanes : Pere Calders (écrivain)
- Journée des lettres galiciennes : Aquilino Iglesia Alvariño
- Prix de la critique Serra d'Or :
  - Antoni Comas i Pujol (ca), pour Mirador, essai.
  - Quim Monzó, pour L'illa de Maians, recueil de nouvelles.
  - Olga Xirinacs Díaz, pour Al meu cap una llosa, roman.
  - Narcís Comadira i Moragriega, pour Enigma, recueil de poésie.
  - Carme Arenas i Elisabetta Sarmanti, pour la traduction de La consciència de Zeno, de Italo Svevo.
  - Xavier Benguerel i Llobet, pour la traduction du recueil de poésie Les Fleurs du mal, de Charles Baudelaire.

## États-Unis
- National Book Award : 
  - Catégorie « Fiction » : E. L. Doctorow pour World's Fair (L'Exposition universelle)
  - Catégorie « Essais» : Barry Lopez pour Arctic Dreams (Rêves arctiques)
- Prix Hugo :
  - Prix Hugo du meilleur roman : La Stratégie Ender (Ender's game) par Orson Scott Card
  - Prix Hugo du meilleur roman court : Vingt-quatre vues du Mont Fuji, par Hokusai (24 Views of Mt. Fuji, by Hokusai) par Roger Zelazny
  - Prix Hugo de la meilleure nouvelle longue : Le Paladin de l'heure perdue (Paladin of the Lost Hour) par Harlan Ellison
  - Prix Hugo de la meilleure nouvelle courte : Un hiver pour Fermi (Fermi and Frost) par Frederik Pohl
- Prix Locus :
  - Prix Locus du meilleur roman de science-fiction : Le Facteur (The Postman) par David Brin
  - Prix Locus du meilleur roman de fantasy : Les Atouts de la vengeance (Trumps of Doom) par Roger Zelazny
  - Prix Locus du meilleur premier roman : Contact (Contact) par Carl Sagan
  - Prix Locus du meilleur roman court : La Seule Chose à faire (The Only Neat Thing to Do) par James Tiptree, Jr.
  - Prix Locus de la meilleure nouvelle longue : Le Paladin de l'heure perdue (Paladin of the Lost Hour) par Harlan Ellison
  - Prix Locus de la meilleure nouvelle courte : With Virgil Oddum at the East Pole par Harlan Ellison
  - Prix Locus du meilleur recueil de nouvelles : Brume (Skeleton Crew) par Stephen King
- Prix Nebula :
  - Prix Nebula du meilleur roman : La Voix des morts (Speaker for the Dead) par Orson Scott Card
  - Prix Nebula du meilleur roman court : R&R par Lucius Shepard
  - Prix Nebula de la meilleure nouvelle longue : The Girl Who Fell Into the Sky par Kate Wilhelm
  - Prix Nebula de la meilleure nouvelle courte : Tangentes (Tangents) par Greg Bear
- Prix Pulitzer :
  - Catégorie « Fiction » : Larry McMurtry pour Lonesome Dove
  - Catégorie « Biographie et Autobiographie » : Elizabeth Frank pour Louise Bogan: A Portrait
  - Catégorie « Essai » : J. Anthony Lukas pour Common Ground: A Turbulent Decade in the Lives of Three American Families et Joseph Lelyveld pour Move Your Shadow: South Africa, Black and White
  - Catégorie « Histoire » : Walter A. McDougall pour ...The Heavens and the Earth: A Political History of the Space Age (…Les Cieux et la Terre : une histoire politique de l'ère spatiale)
  - Catégorie « Poésie » : Henry S. Taylor pour The Flying Change
  - Catégorie « Théâtre » : non décerné

## Finlande
- Prix Aleksis-Kivi : non décerné
- Prix Kalevi-Jäntti : Joni Skiftesvik pour Tuulen poika
- Prix Eino-Leino : Claes Andersson
- Prix national de littérature : Annika Idström pour Veljeni Sebastian, Arto Melleri pour Rubiinisilmäinen pääkallosormus
- Prix littéraire de la ville de Tampere : Eila Pennanen pour Santalahden aika
- Prix Tollander : Gösta Ågren
- Prix Rudolf-Koivu : non décerné
- Prix Topelius : Kirsi Kunnas
- Prix Mikael-Agricola : Markku Mannila
- Médaille Anni-Swan : non décerné
- Prix d'écriture Juhana-Heikki-Erkko : non décerné
- Prix Juhana-Heikki-Erkko : Juha Seppälä pour Torni
- Médaille Kiitos kirjasta : Leena Krohn pour Tainaron
- Prix Arvid-Lydecken : Hannele Huovi pour Salaperäinen rasia
- Prix Kaarle : Matti Pulkkinen
- Prix Pehr-Evind-Svinhufvud : Seppo Zetterberg pour Viisi laukausta senaatissa
- Prix du grand club du livre finlandais : Brita Polttila
- Prix Pirkanmaan-Plättä : Elina Karjalainen
- Prix Väinö Linna : Väinö Kirstinä
- Prix Pääskynen : non décerné
- Prix Atorox : Johanna Sinisalo pour Suklaalaput
- Prix Finlandia : Sirkka Turkka pour Tule takaisin, pikku Sheba
- Prix Pikku-Finlandia : Heikki Kostinen
- Prix Lea : Pirkko Saisio pour Hävinneiden legenda
- Prix Tähtivaeltaja : Planeetta nimeltä Shajol par Cordwainer Smith
- Prix Vuoden johtolanka : Sulevi Manner (fi)  pour Susi

## France
- Prix Goncourt : Valet de nuit de Michel Host
- Prix Femina : L'Enfer de René Belletto.
  - Prix Femina étranger : Bethsabée de Torgny Lindgren
- Prix Renaudot : Station balnéaire de Christian Giudicelli
- Prix Médicis : Les Funérailles de la Sardine de Pierre Combescot
  - Prix Médicis étranger : Aventures dans le commerce des peaux en Alaska de John Hawkes (Angleterre)
  - Prix Médicis essai : Les Cinq Sens de Michel Serres
- Grand prix du roman de l'Académie française : Une ville immortelle de Pierre-Jean Rémy
- Grand prix de la francophonie : Georges Schehadé
- Prix des libraires : Ellynn de Robert Mallet
- Prix France Culture : Quelque chose noir de Jacques Roubaud
- Prix du Livre Inter : L'Enfer de René Belletto
- Prix des Deux Magots : ex-æquo Eugénie les larmes aux yeux d'Éric Deschodt et Le Témoin de poussière de Michel Breitman
- Prix du Roman populiste : Ada Ruata pour Elle voulait voir la mer
- Prix du Quai des Orfèvres : Michel de Roy pour Sûreté urbaine
- Prix mondial Cino-Del-Duca : Thierry Maulnier

## Italie
- Prix Strega : Maria Bellonci, Rinascimento privato (Mondadori)
- Prix Bagutta : Leonardo Sciascia, Cronachette, (Sellerio)
- Prix Campiello : Alberto Ongaro, La partita
- Prix Malaparte : Manuel Puig
- Prix Napoli : Raffaele La Capria, L’armonia perduta, (Mondadori)
- Prix Viareggio : Marisa Volpi, Il maestro della betulla

## Monaco
- Prix Prince-Pierre-de-Monaco : Dominique Fernandez[5]

## Royaume-Uni
- Prix Booker : Kingsley Amis pour The Old Devils (Les Vieux Diables)
- Prix James Tait Black :
  - Fiction : Jenny Joseph pour Persephone
  - Biographie : Felicitas Corrigan pour Helen Waddell
- Prix WH Smith : Doris Lessing pour The Good Terrorist (Le Terroriste)
- Prix John-Llewellyn-Rhys : Comment peut-on aimer Roger ? de Tim Parks
- Médaille Carnegie : Berlie Doherty pour Granny Was a Buffer Girl
- Prix Rose-Mary-Crawshay : Margaret Doody pour The Daring Muse: Augustan Poetry Reconsidered
- Prix Somerset-Maugham : Patricia Ferguson pour Family Myths and Legends, Tim Parks pour Tongues of Flame